# Sue – Eine Frau in New York
Sue – Eine Frau in New York (Sue) ist ein US-amerikanisches Filmdrama von Amos Kollek aus dem Jahr 1997. Es eröffnete eine Reihe von Filmen des Regisseurs und der Hauptdarstellerin über das Leben von Außenseitern in New York, zu der außer Sue noch Fiona (1998), Fast Food, Fast Women (2000) und Bridget (2002) gehören.

## Handlung
Sue, eine gutaussehende, intelligente Frau von Ende 30 oder Anfang 40, ist aus einem Provinzort nach New York City gezogen, wo sie allein in einem Apartment in Manhattan wohnt. Sie leidet unter ihrer Einsamkeit, weint oft, führt Selbstgespräche, betrinkt sich. Außerhalb ihrer Wohnung lässt sie sich allerdings nichts anmerken, macht sogar mitunter einen amüsierten Eindruck. Sue ist schon länger arbeitslos und konnte seit Monaten die Miete nicht mehr zahlen, so dass ihr Vermieter droht, ihr die Wohnung zu kündigen.
Wenn sie sich nicht (fast immer vergeblich) um eine Arbeitsstelle bemüht, macht sie ziellose Ausflüge innerhalb der Stadt und spricht dabei andere Menschen an, vorwiegend Männer. Manche Leute reagieren auf sie äußerst ablehnend, bei anderen kommt sie mit ihrer netten Art gut an. Sie leidet unter der Einsamkeit, bezeichnet sich aber auch als „süchtig“ nach der Stadt. Aus Verzweiflung versucht sie sogar, am Telefon eine Frau von der Vermittlung in ein persönliches Gespräch zu verwickeln, was ihr nur teilweise gelingt. In verschiedensten Situationen kommt es zu flüchtigen sexuellen Begegnungen, so etwa in einem Kino mit dem Mann auf dem Sitz neben ihr, oder als jemand mehr oder weniger versehentlich bei ihr klingelt.
In einem Lokal hat Sue Ben, einen attraktiven jungen Mann kennengelernt und ihm ihre Telefonnummer gegeben. Etwas später treffen sie sich zufällig in der U-Bahn wieder und schlafen schließlich miteinander. Ben ist Reiseschriftsteller und hat viel zu tun. Trotzdem verbringt sie mit ihm eine schöne Zeit und ist vorübergehend wirklich glücklich. Mit einer Kellnerin freundet sich Sue ebenfalls schnell an, nachdem sie diese außerhalb der Bar auch zufällig in einem Waschsalon getroffen hat. Die Kellnerin bietet ihr auch Geld an, um die Miete zu bezahlen, aber sie kann sich nicht wirklich durchringen, diese Hilfe anzunehmen.
Unterdessen zeigt auch Ben, dass er ernsthaft an Sue interessiert ist und auch sie mag ihn offensichtlich, hat aber Angst, von ihm verletzt zu werden. Nach einigen Wochen der Bekanntschaft ruft er sie vom Flugplatz aus an und teilt ihr mit, dass er jetzt sofort nach Indien muss. Sue fühlt sich in ihren Befürchtungen bestätigt. Nur mit Mühe kann Ben ihr klarmachen, dass er bald zu ihr zurückkommen wird.
Sie bekommt endlich einen Job als Sekretärin in einer Kanzlei, wird aber schon nach kurzer Zeit wieder gefeuert. Sue beginnt wieder ihre ziellosen Ausflüge und lässt sich erneut auf sexuelle Abenteuer ein. Beispielsweise hält sie ein Mann für eine Prostituierte. Eher aus Spaß lässt sie sich auf ihn ein und verzichtet aber später auf das Geld, obwohl sie eigentlich jeden Cent brauchen könnte. Und sogar mit einem Obdachlosen tauscht sie Zärtlichkeiten aus.
Sie findet einen neuen Job als Kellnerin, verdient aber zu wenig, um ihre Wohnung länger halten zu können. Bei der Heimkehr von einem ihrer Ausflüge findet sie ihre Möbel im Flur und die Kündigung außen an der Wohnungstür. Sie zieht in ein billiges Hotel, wo Prostituierte ihrer Arbeit nachgehen und sie tageweise zahlen kann, aber bei Preisen von 50 Dollar pro Nacht ist absehbar, dass sie diese Unterkunft nicht lange wird halten können.
Nun entschließt sie sich doch, die angebotene Hilfe der Kellnerin, mit der sie sich angefreundet hatte, die aber mittlerweile die Stadt nach Los Angeles verlassen hat, anzunehmen. Sue ruft die Frau an, die auch weiterhin zur finanziellen Hilfe bereit ist, aber sie ist noch nicht einmal in der Lage, der Frau die Bankverbindung für eine Überweisung zu nennen.
Da kommt Ben von seiner Reise zurück und trifft Sue auf der Straße vor ihrer ehemaligen Wohnung, die sie aufgesucht hatte, um seine Postkarten aus dem Briefkasten zu holen (obwohl sie dort nicht mehr wohnt). Ben freut sich aufrichtig über das Wiedersehen und lädt sie für den Abend zum Essen ein. Er gibt Sue sogar auf ihr Bitten und ohne zu überlegen Geld. Ganz offensichtlich ist er die Person, der Sue sowohl finanziell als auch emotional aus ihrer Notlage befreien könnte, da er weiterhin sehr an ihr interessiert ist und gleichzeitig sein eigenes Leben offenbar gut im Griff hat. Aber sie ist vollkommen unfähig, seine Hilfe anzunehmen.
Auf einer Bank, auf der sie zuvor oft mit dem Obdachlosen geredet und Zärtlichkeiten ausgetauscht hatte, sitzt sie nun allein, in heruntergekommenem Zustand und sehr schwach. Sie spricht kurz mit einem Jungen, dann legt sie sich zum Schlafen auf die Bank. Der Film endet relativ abrupt und mit offenem Ausgang.

## Kritiken
Maria Garcia schrieb im Film Journal International, das Zuschauen bedeute 90 „ermüdende“ Minuten. Die „desinteressierte“ Sicht des Regisseurs würde den Film prägen, die Motivation der Charaktere sei nicht sichtbar. Der Film sei technisch gut gemacht und wirke nicht wie ein billiger Independentfilm.
Die Zeitschrift Cinema schrieb, der Film sei ein „eindringliches Porträt einer jungen arbeitslosen New Yorkerin auf dem Weg ins soziale Abseits“ und gleichzeitig „der radikale Gegenentwurf zu all den gutgelaunten Großstadtkomödien der letzten Jahre“. Die Hauptdarstellerin spiele ihre Rolle mit einer „schonungslosen Offenheit“, die „kaum zu ertragen“ sei.
Filmdienst 18/1997 schrieb, der Film sei eine „zutiefst beunruhigende urbane Tragödie“, die die „außergewöhnliche Hauptdarstellerin“ tragen würde.
Critic.de meinte, dass der Film als Frauenporträt „zu den schonungslosesten der letzten zehn Jahre“ gehöre und „in einem rauen Realismus, der dokumentarisch und fiktional zugleich anmutet“, inszeniert sei.

## Auszeichnungen
Amos Kollek gewann im Jahr 1998 zwei Preise der Internationalen Filmfestspiele Berlin, darunter den FIPRESCI-Preis. Er wurde 1998 für einen Preis des Deauville Film Festivals nominiert.

## Hintergrund
Der Film wurde in New York City gedreht. Er hatte seine Weltpremiere am 12. September 1997 auf dem Toronto International Film Festival.